# باشگاه ورزشی بریون تراپرز
باشگاه ورزشی بریون تراپرز یک باشگاه فوتبال اهل کوراسائو است که در ورزشگاه خانگی‌اش ورزشگاه دکتر آنتوان مادورو در ویلمستاد مستقر است و  در لیگ کوراسائو بازی میکند.

## افتخارات
- مسابقات قهرمانی آنتیل هلند: ۴ قهرمانی
- لیگ کوراسائو: ۲۰ قهرمانی